# Arcturus beringanus
Arcturus beringanus är en kräftdjursart som beskrevs av Benedict 1898. Arcturus beringanus ingår i släktet Arcturus och familjen Arcturidae. Inga underarter finns listade i Catalogue of Life.